# Dodori (Hawandawaki)
Dodori ist ein Dorf in der Landgemeinde Hawandawaki in Niger.

## Geographie
Das von einem traditionellen Ortsvorsteher (chef traditionnel) geleitete Dorf befindet sich rund fünf Kilometer südlich des Hauptorts Hawandawaki der gleichnamigen Landgemeinde, die zum Departement Tessaoua in der Region Maradi gehört. Zu weiteren Siedlungen in der Umgebung von Dodori zählen Sankoré im Nordosten, Edaaoua im Osten, Bossossoua im Süden und Romaza im Westen. Zwischen Dodori und Bossossoua verläuft das Trockental Goulbi May Farou.
Dodori ist Teil der Übergangszone zwischen Sahel und Sudan. Die durchschnittliche jährliche Niederschlagsmenge beträgt hier zwischen 400 und 500 mm.

## Geschichte
Der Markt in Dodori war in den 1960er Jahren ein wichtiger Umschlagplatz für Erdnüsse, dem damals bedeutendsten Exportgut Nigers. Zu Beginn des 21. Jahrhunderts wurde Mariama Ousseini traditionelle Ortsvorsteherin von Dodori. Es ist landesweit äußerst selten, dass diese Funktion von einer Frau ausgeübt wird.

## Bevölkerung
Bei der Volkszählung 2012 hatte Dodori 1158 Einwohner, die in 126 Haushalten lebten. Bei der Volkszählung 2001 betrug die Einwohnerzahl 966 in 134 Haushalten und bei der Volkszählung 1988 belief sich die Einwohnerzahl auf 1543 in 234 Haushalten.
Die Bevölkerungsdichte in diesem Gebiet ist für nigrische Verhältnisse hoch.

## Wirtschaft und Infrastruktur
Im Dorf wird ein Wochenmarkt abgehalten. Der Markttag ist Freitag. Der Markt wurde nach 1960, dem Jahr der staatlichen Unabhängigkeit Nigers, etabliert. Es wird vor Ort Hirse produziert. Die Niederschlagsmessstation von Dodori wurde 1981 in Betrieb genommen. Es gibt eine Schule. Beim Dorf verläuft die 67,2 Kilometer lange Nationalstraße 20 zwischen Gazaoua und der Staatsgrenze zu Nigeria. Es handelt sich um eine moderne Erdstraße.